# Số đại số

Căn bậc hai của 2 là số đại số bằng độ dài cạnh huyền của một tam giác vuông có chân là độ dài 1.

Trong toán học, một số đại số là một nghiệm (thực hoặc phức) của một phương trình đại số. Nói cách khác, một số đại số là một nghiệm của một đa thức với hệ số nguyên (hay tương đương- hệ số hữu tỷ). Với quan niệm rộng hơn, số đại số có thể không chỉ là số phức, mà cũng có thể là các số đại số trên các trường khác, chẳng hạn trường các số p-adic (p-adic number).

## Các số đại số
Tất cả các số đại số lập thành trường các số đại số.
- Số tự nhiên
- Số nguyên
- Phân số
- Số vô tỷ
- Số hữu tỷ
- Số phức
- Số nguyên tố
- Số nguyên Gauss
- Số nguyên Eisenstein
- Số vô tỷ Quadratic
- Căn của đơn vị
- Gaussian period
- Số Pisot-Vijayaraghavan
- Số Salem

## Ví dụ
Tất cả các số hữu tỷ là số đại số. Một số vô tỷ có thể là số đại số khoặc không. Chẳng hạn, {\displaystyle {\sqrt {2}}} và {\displaystyle {\frac {\sqrt[{3}]{3}}{2}}} là các số đại số vì chúng là nghiệm của các phương trình
x2 − 2 = 0 và 8x3 − 3 = 0. Đơn vị ảo i là số đại số vì nó là nghiệm của phương trình x2 + 1 = 0.

## Các tính chất
Các số không phải là các số đại số được gọi là các số siêu việt. Hầu hết các số thực và số phức là số siêu việt vì tập hợp các số đại số là đếm được trong khi tập các số phức và tập hợp số thực, do đó chính tập các số siêu việt là tập hợp vô hạn không đếm được. Các ví dụ về số siêu việt là các số π và e. Các ví dụ khác được đưa ra bởi định lý Gelfond-Schneider.
- Tập hợp tất cả các số đại số là đếm được và do đó là tập hợp xác định.[cần dẫn nguồn]
- Nếu một số đại số thỏa mãn một phương trình đa thức bậc n và không thỏa mãn một phương trình nào khác bậc thấp hơn n thì nó được gọi là số đại số bậc n. Một số đại số bậc 1 là một số hữu tỷ.

- Khái niệm số đại số có thể tổng quát hóa thành các mở rộng trường; các phần tử trong một mở rộng trường thỏa mãn một phương trình đa thức được gọi là các phần tử đại số.

## Trường các số đại số

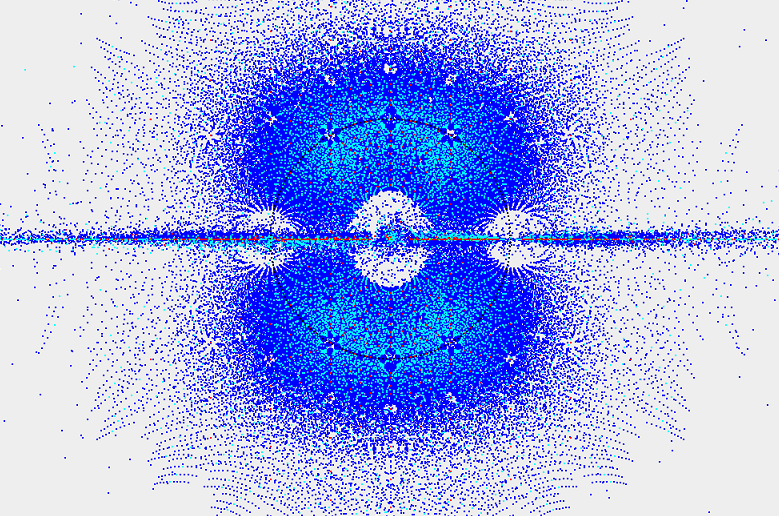
Các số đại số được tô màu theo độ (xanh dương = 4, lục lam = 3, đỏ = 2, lục = 1). Vòng tròn đơn vị có màu đen.

Tổng, hiệu, tích, thương của các số đại số lại là số đại số. Do đó chúng tạo thành một trường. Một số người ký hiệu trường này bằng {\displaystyle \mathbb {A} } hoặc {\displaystyle {\overline {\mathbb {Q} }}}. Có thể thấy rằng mọi nghiệm của đa thức với hệ số là các số đại số cũng là số đại số. Do đó ta nói rằng trường các số đại số là trường đóng đại số. Như vậy nó là trường đóng đại số nhỏ nhất chứa trường số hữu tỷ, và được gọi là bao đóng đại số của các số hữu tỷ.
Tất cả các kết quả trên được chứng minh trong cơ sở đại số của mở rộng trường.

## Các số được xác định nhờ căn thức
Tất cả các số có thể tính toán từ các số nguyên qua một số hữu hạn các phép toán cộng, trừ, nhân, chia, căn bậc n (trong đó n nguyên dương) đều là các số đại số. Tuy nhiên, điều ngược lại không đúng: có các số đại số không thể tính như vậy. Đó là các số là nghiệm của các phương trình đại số bậc ≥ 5. Đó là kết quả của lý thuyết Galois (xem phương trình bậc năm và định lý Abel-Ruffini). Một ví dụ cho số loại này là nghiệm thực duy nhất của phương trình x5 − x − 1 = 0.

## Số đại số nguyên
Một số đại số thỏa mãn phương trình đa thức bậc n với hệ số cao nhất an = 1 và tất cả các hệ số còn lại ai thuộc tập số nguyên Z, được gọi là số đại số nguyên. Ví dụ {\displaystyle 3{\sqrt {2}}+5} và 6i - 2.
Tổng, hiệu và tích các số đại số nguyên lại là số đại số nguyên, nghĩa là các số đại số nguyên tạo thành một vành. Tên gọi số đại số nguyên là do chỉ có các số hữu tỷ là đại số nguyên sẽ là số nguyên và vì các số đại số nguyên trong trường các số đại số có nhiều tính chất tương tự các số nguyên. Nếu K là một trường số, vành các số nguyên của nó là vành con của các số đại số nguyên trong K, và thường được ký hiệu là OK.